# Tropaeolum ferreyrae
Tropaeolum ferreyrae är en krasseväxtart som beskrevs av B. Sparre. Tropaeolum ferreyrae ingår i släktet krassar, och familjen krasseväxter. Inga underarter finns listade i Catalogue of Life.